# Ghoufi
Ghoufi, znan tudi kot Rhoufi, balkoni Ghoufija in Ghoufi kanjon, je zgodovinsko naselje in turistično mesto v vasi T'kout v provinci Batna v Alžiriji. Kanjon, ki je v [[gorovju Aurès in dolini reke Abiod, je izdolbla reka Abiod in se razteza 3 do 4 kilometre. Mesto je izjemno zaradi Ghoufijevih razgledov, ki gledajo na oazo.
Ruševine Ghoufija vključujejo domove jamskih prebivalcev. Hiše so izklesane iz metamorfnih in sedimentnih kamnin, vključno s peščenjakom. Domovi so stari štiri stoletja in so bili naseljeni do 1970-ih. Ruševine ohranjajo tradicionalne in avtohtone metode gradnje.
Ghoufi je vključen kot del Parc des Aurès na Unescov poskusni seznam območij svetovne dediščine.

## Geologija in geografija
Reka Abiod (Ighzir Amellal) je vrezala dolg kanjon čez regijo od Tifelfela do M'Chounecheja v Severni Afriki. Vzdolž trase kanjona, na odseku, dolgem približno tri do štiri kilometre, lahko najdemo sadovnjake sadnega drevja in palm, ki se izrisujejo na visokih pečinah, od katerih lahko nekatere dosežejo višino 200 metrov ali več, odvisno od območja. Vas Ghoufi, ki leži ob državni cesti, je v neposredni bližini kanjona, na severnem klifu, s pogledom na oazo.
Ghoufi ima številna starodavna, nenaseljena bivališča, vklesana v kaskadah v skalo. V vsakem zavoju je vas, v njeni sredini pa taqliath. To so večnadstropne stavbe, sestavljene iz več prostorov, ki se uporabljajo za shranjevanje pridelkov in živil. Vasi, ki se držijo pečine so Hitesla, Idharene, Ath Mimoune, Ath Yahia, Ath Mansour in Taouriret. Ta bivališča segajo v 14. stoletje, zgradili so jih Chaouia.
Območje ima posebno vrsto berberske arhitekture, za katero je značilna uporaba materialov, kot je kamen, grobo poliran in spojen z lokalno malto, poleg pogoste prisotnosti drevesnih debel in datljevih palm. To je značilno za oaze med bližnjimi bazaltnimi gorami in sedimentnimi kamninami, ki ustvarjajo edinstveno pokrajino regije.
Najdišče je med geologi znano po vidnih geoloških plasteh, ki jih lahko opazujemo na pobočjih kanjona. Ti sloji omogočajo vpogled v geološko zgodovino območja. Mesto je tudi izjemen primer učinkov erozije, zlasti reke Abiod, ki teče spodaj.
- Berberska vas, vadi, palmov nasad in pečina
- Dar Cheikh Ath Mimoune
- V kanjonu
- Kanjon Ghoufi